# 九州方言
九州方言、是日本九州地方各種日語方言的總稱。九州方言又可以進一步分為豐日方言、肥筑方言和薩隅方言。

## 分类
- 丰日方言：福冈县东部（北九州地区和筑丰地区（日语：筑豊））、大分县、宫崎县（一部分除外）的方言，与同处于濑户内海沿岸的中国方言（日语：中国方言）和四国方言（日语：四国方言）有共通的特征。
- 肥筑方言：福冈县西部（福冈地区（日语：福冈地方）和筑后地区（日语：筑後地方））、佐贺县、长崎县、熊本县的方言，具有典型的九州方言的诸多特征。
- 萨隅方言：鹿儿岛县（奄美诸岛除外）和宫崎县的诸县地方的方言，大量的闭音节是其特色。
- 其他：对马岛、五岛列岛、大隅群岛等离岛各自的方言。

九州方言的基本语法与西日本方言多有共通之处，故而也常有将九州方言作为西日本方言的下位方言的分类方法。

## 发音
- 常见元音无声化现象。另外由于元音的脱落，产生了“犬（inu）”读作“いん（in）”，“秋が（aki ga）”读作“あっが（agga）”的拨音化、促音化现象。
- 古代的双元音“ou”“oo”“eu”变成长元音[uː]而非标准语的[oː]，如“ウーカミ（uukami）”对应标准语“オオカミ（ookami）”，“キュー（kyuu）”对应标准语“キョウ（kyou）”。而古代的“au”则与标准语相同，变为[oː]。
- 声调主要为东北部的东京式声调（日语：東京式アクセント）、西南部的二型式声调（日语：二型式アクセント）和位于两者之间的无声调（日语：無アクセント），以及较少地区的一型式声调（日语：一型式アクセント）。
  - 东京式声调：福冈县丰前、筑前地区、大分县。
  - 二型式声调：长崎县中南部、佐贺县西南部、熊本县西部、鹿儿岛县大部。
  - 无声调：长崎县五岛列岛、长崎县北部、佐贺县北部、福冈县筑后地区、熊本县东部、宫崎县大部。
  - 一型式声调：宫崎县小林市、都城市、鹿儿岛县曾于市、志布志市一带的狭长区域。
- 作为古音的残留，年长者的口音中，“せ/ぜ”读作“しぇ/じぇ”，“え”读作“いぇ”。合拗音“くゎ/ぐゎ”也依然保持。
- 大部分地区的发音能够区分“ぢ”和“じ”、“ず”和“づ”。
- が行不读作鼻浊音。
- 偶有“e”变为“i”、“o”变为“u”的现象。
- “エイ”读作“ei”，而不是“ee”。例如先生读作“センセイ（sensei）”而非“センセー（sensee）”。

## 語法

### 助動詞
- （ruru）、（raruru） - 能。相當于標準語的（ru）或者（raru）。
  - ［例句］（kisan, itsumanden chuugakuseide orarurutoden omouna yo）

（標準語）（kisama, itsumademo chuugakuseide irarerutodemo omouna yo）
（句意）你不可能永遠停留在初中生时代。
- （kiru） - 会。相當于標準語的（ru）或者（raru）。
  - ［例句］（ore, hanguruba kakikitto bai）

（標準語）（ore, hanguruo kareru yo）
（句意）我会寫韓文。

### 形容詞
- 除了豐日方言之外，在九州方言中形容詞的終止形和連體形的語尾一般說（標準語說）。此活用叫做。
  - ［例句］（kyoumo atuka nee）

（標準語）（kyoumo atui nee）
（句意）今天也很热。

### 助詞
- （bai） - 終助詞。肥筑方言。相當于標準語的(yo)。
  - ［例句］（kon jitenshawa gabai yasuka bai）

（標準語）（kono jitenshawa totemo yasui yo）
（句意）這輛自行車非常便宜。
- （cya） - 終助詞。小倉方言。相當于標準語的(yo)。
  - ［例句］（nan shiyonka cha）

（標準語）（nani shiten dayo）
（句意）你在干甚麼呢?
- （no）、（n）、（ga）- 表示主格。相當于標準語的(ga)。
  - ［例句1］（kimukan'no kootato yaro）

（標準語）（kimusanga kattano daro.）
（句意）那是金先生買的嗎?
- （n） - 的。表示屬格。相當于標準語的(no)。
  - ［例句1］（anhitowa atamano kuruttoo bai）

（標準語）（anohitowa atamaga kurutteru yo.）
（句意）那個人有神經病啊。
- （ba） - 把。表示目的格。筑肥方言。相當于標準語的(wo)。
  - ［例句］（kankokugon pusanhougenba hanashikitto bai）

（標準語）（kankokugono pusanhougenwo hanaseru yo）
（句意）我會說韓語的釜山方言。

### 活用表
| 語幹 | 活用形 | 博多方言 | 佐賀方言 | 標準語 |
| ---- | ------ | -------- | -------- | ------ |
| 早   | 未然形 |          |          |        |
| 早   | 連用形 |          |          |        |
| 早   | 終止形 |          |          |        |
| 早   | 連體形 |          |          |        |
| 早   | 假定形 |          | （）     |        |
| 早   | 命令形 | 不適用   | 不適用   | 不適用 |

## 関連項目
- 日語
- 近畿方言

- 九州方言
  - 肥筑方言
  - 豐日方言
  - 薩隅方言
  - 對馬方言